# Fraccionamiento Villas Ana María
Fraccionamiento Villas Ana María är en ort i Mexiko.   Den ligger i kommunen Cosoleacaque och delstaten Veracruz, i den sydöstra delen av landet, 500 km öster om huvudstaden Mexico City. Fraccionamiento Villas Ana María ligger 25 meter över havet och antalet invånare är 406.
Terrängen runt Fraccionamiento Villas Ana María är mycket platt. Havet är nära Fraccionamiento Villas Ana María åt nordost. Runt Fraccionamiento Villas Ana María är det tätbefolkat, med 530 invånare per kvadratkilometer. Närmaste större samhälle är Coatzacoalcos, 11,8 km öster om Fraccionamiento Villas Ana María. Omgivningarna runt Fraccionamiento Villas Ana María är en mosaik av jordbruksmark och naturlig växtlighet.